# Assedio di Fort Ticonderoga (1777)
L'assedio di Fort Ticonderoga del 1777 avvenne tra il 2 e il 6 luglio, vicino all'estremità meridionale del lago Champlain, nello stato di New York. Gli 8 000 uomini del generale John Burgoyne occuparono l'area del forte, circondandone quasi completamente le difese. Questa manovra spinse i 3 000 uomini dell'Esercito continentale, agli ordini del generale Arthur St. Clair, a ritirarsi dal forte e dalle sue difese. Tra i due schieramenti furono scambiate delle raffiche e vi furono alcune vittime senza, tuttavia, un vero assedio o una battaglia campale. L'esercito di Burgoyne occupò quindi il forte e Mount Independence, una fortificazione sulla sponda del lago, dalla parte del Vermont, il 6 luglio, mentre alcune unità inseguivano gli americani.
La resa incontrastata di Fort Ticonderoga causò sgomento tra il pubblico americano e i suoi ranghi militari, poiché il forte era considerato virtualmente inespugnabile ed un vitale punto di difesa. Il generale St. Clair e il suo superiore, il generale Philip Schuyler, furono diffamati dal Congresso. Entrambi furono scagionati da ogni colpa dalla corte marziale ma le loro carriere furono segnate negativamente dall'evento. Schuyler fu sostituito da Horatio Gates mentre a St. Clair non venne più affidato un incarico sul campo, per il resto del conflitto.

## Gli antefatti
Nel settembre 1775, ad inizio guerra, l'Esercito continentale diede il via all'invasione del Quebec che terminò disastrosamente il luglio successivo, con l'esercito americano respinto indietro fino al Fort Ticonderoga dal numeroso esercito britannico giunto in Canada nel maggio 1776. Una ridotta flottiglia americana nel lago Champlain venne sconfitta nell'ottobre 1776 ma il ritardo dovuto alla battaglia impedì al generale britannico Guy Carleton di mettere sotto assedio il forte. Nonostante fosse arrivato a pochi chilometri dal forte, il clima e la difficoltà nel far giungere rinforzi, obbligò il generale a ritirarsi con i suoi uomini in Quebec.

### Le forze britanniche

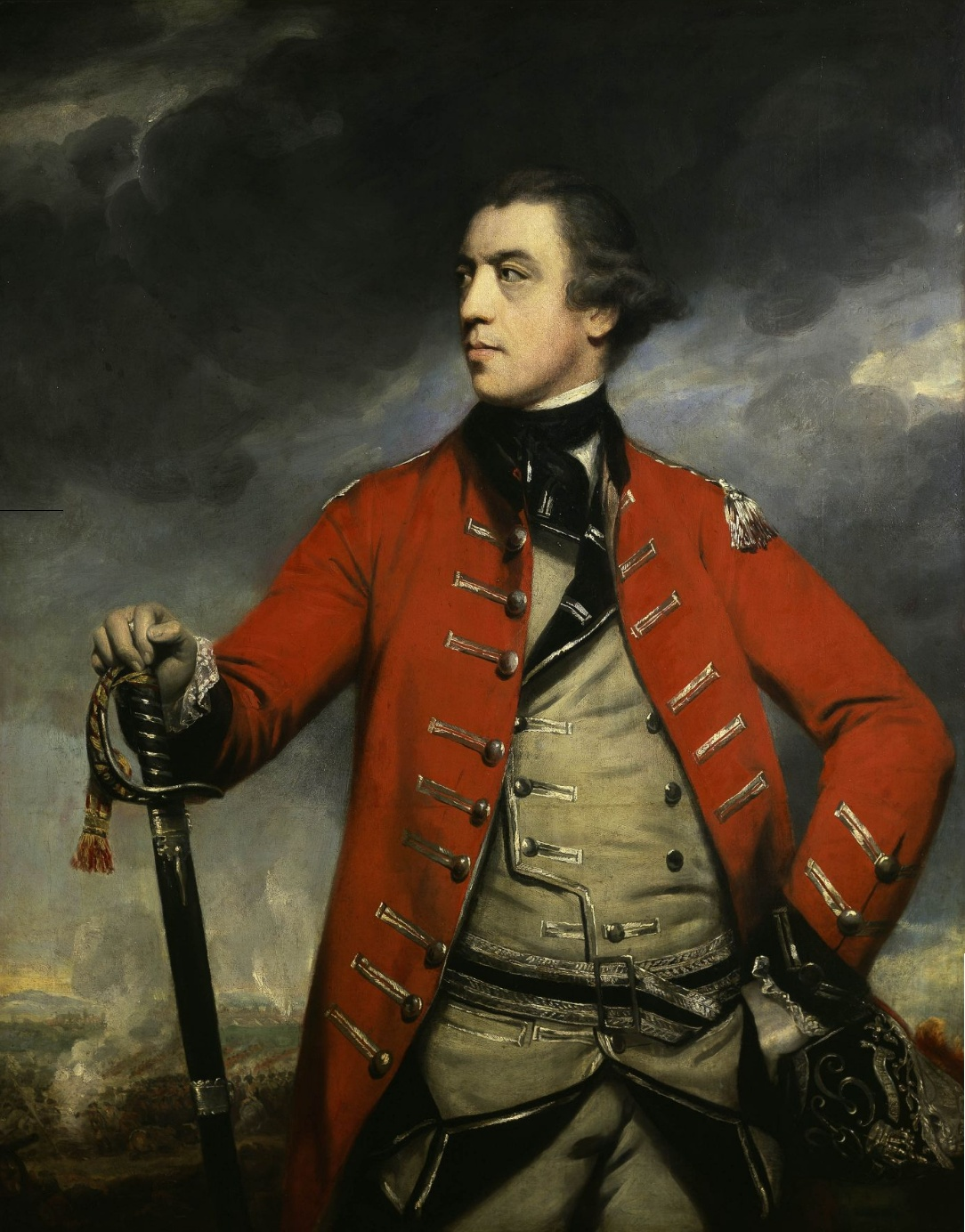
Il generale John Burgoyne, ritratto di Joshua Reynolds

Il generale John Burgoyne giunse in Quebec nel maggio 1777 con il compito di riprendere Fort Ticonderoga e la valle del fiume Hudson per dividere le forze ribelli. Le sue forze consistevano del 9º, 20º, 21º, 24º, 47º, 53º e 62º Reggimento di Fanti, la cui avanguardia di fanteria leggera era comandata dal generale Simon Fraser. Altre truppe regolari formavano il fianco destro, agli ordini di William Phillips, mentre i soldati dell'Assia, comandati da Friedrich Adolf Riedesel, formavano il fianco sinistro. I soldati tedeschi erano suddivisi nei reggimenti Rhetz, Riedesel, Specht, Barner ed Hesse-Hanau, assieme ad un reggimento di granatieri e di dragoni appiedati. Molti di questi uomini erano giunti nel 1776 e avevano già partecipato alla campagna militare per respingere l'invasione americana.
In tutto, le forze di Burgoyne contavano circa 7 000 uomini. Oltre ai soldati regolari, vi erano circa 800 indiani e un piccolo gruppo di canadesi e lealisti, i quali furono impiegati principalmente come ricognitori. Infine l'esercito venne accompagnato da circa un migliaio di civili, portando il totale a dieci mila persone.
Burgoyne riposizionò le truppe a Fort Saint-Jean, vicino all'estremità nord del lago Champlaine, il 21 giugno, giungendo a Fort Crown Point il 30 giugno. I ricognitori ebbero un ruolo fondamentale in questa fase impedendo ai difensori di Ticonderoga di sapere l'esatta posizione del nemico mentre si spostava lungo la sponda del lago.

### Le forze americane

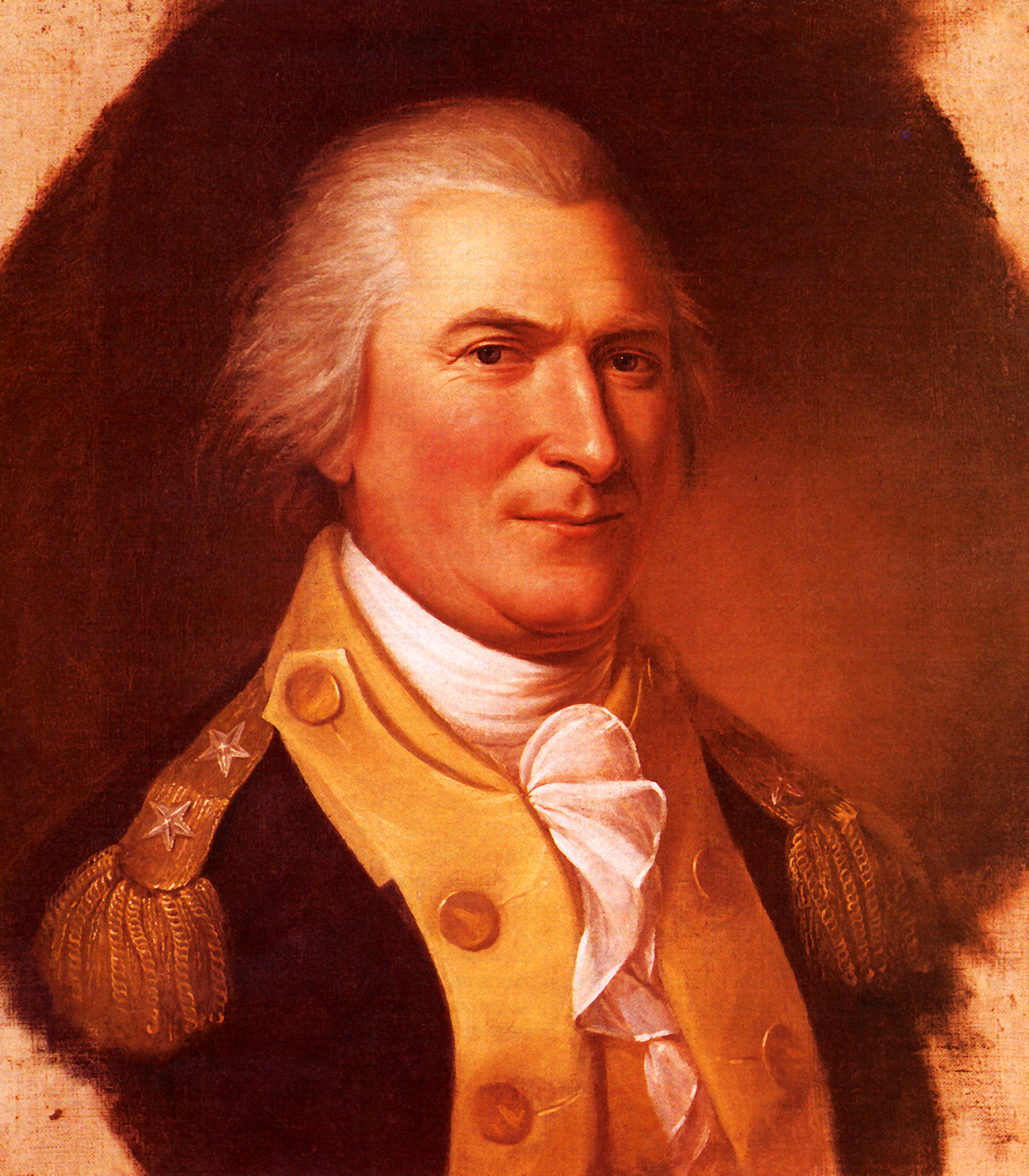
Il generale Arthur St. Clair, ritratto di Charles Willson Peale

Le forze americane avevano occupato i forti di Ticonderoga e Crown Point sin dal maggio 1775, quando li sottrarrono a piccole guarnigioni inglesi e, nei due anni successivi, incrementarono le difese a Ticonderoga e a Mount Independence, una penisola sulla sponda orientale del lago. A nord di Fort Ticonderoga, gli americani costruirono diversi forti su vecchie strutture difensive francesi e un altro forte a Mount Hope. Venne infine realizzato un ponte mobile di tre, quattrocento metri sul lago per facilitare la comunicazione tra Ticonderoga e Mount Independence.
Nel 1777, al generale Philip Schuyler seguì, come comandante di Ticonderoga, il generale Horatio Gates che ricevette poi, dal Congresso continentale, il comando di tutte le forze nella regione, nel marzo dello stesso anno. Schuyler protestò per questa decisione e il Congresso rovesciò la decisione, cosa che spinse Gates a non voler più servire sotto Schuyler e a partire per Filadelfia. Il comando del forte venne dato infine al generale Arthur St. Clair, il quale arrivò a Ticonderoga solo tre settimane prima dell'esercito di Burgoyne.
L'intero complesso veniva gestito da reggimenti sotto organico dell'Esercito continentale e delle unità miliziane newyorkesi e delle regioni circostanti. Un consiglio di guerra tenuto dai generali St. Clair e Schuyler il 20 giugno concluse che "il numero delle truppe presenti in quel luogo, meno di 2 500 effettivi, [...] sono largamente inadeguate alla difesa" e che "è prudente provvedere per una ritirata." Conseguentemente, furono redatti piani per la ritirata su due strade. La prima era per via acqua verso Skenesboro mentre la seconda era lungo una strada dissestata che conduceva ad Hubbardton, nell'odierno Vermont.

### La collina Pan di zucchero
Un'altura chiamata "Sugar Loaf" ("Pan di zucchero", in inglese), oggi Mount Defiance, sovrastava i forti di Ticonderoga e Independence, e l'artiglieria posizionata su di esse rendeva indifendibili entrambi i forti. Questo problema fu posto da John Trumbull quando Gates era ancora in comando. Si credeva fosse impossibile per i britannici posizionare dei cannoni in cima al pendio, nonostante Trumbull stesso, Anthony Wayne e Benedict Arnold avessero scalato il colle e notato che i cannoni sarebbero potuti essere trasportati fin là in cima.
La difesa della collina era complicata dalla diffusa percezione che il forte Ticonderoga, con la reputazione di "Gibilterra del nord", doveva essere tenuta. Non abbandonare il forte, né mettervi una piccola guarnigione erano delle opzioni politicamente accettabili. Difendere il forte avrebbe richiesto tutte le truppe presenti lì all'epoca, lasciando quindi sguarnita la collina Pan di zucchero. Oltretutto, George Washington e il Congresso erano dell'opinione che Burgoyne, che si sapeva essere in Québec, avrebbe attaccato verso sud, muovendo le sue truppe via mare diretti verso New York.
In seguito al consiglio di guerra del 20 giugno, Schuyler ordinò a St. Clair di tener duro il più possibile e di evitare che la sua via di fuga venisse minacciata dal nemico. Schuyler prese il comando di 700 riservisti ad Albany mentre Washington ordinò che quattro reggimenti si tenessero pronti a Peekskill, a valle del fiume Hudson.

## La battaglia

### L'avanzata britannica

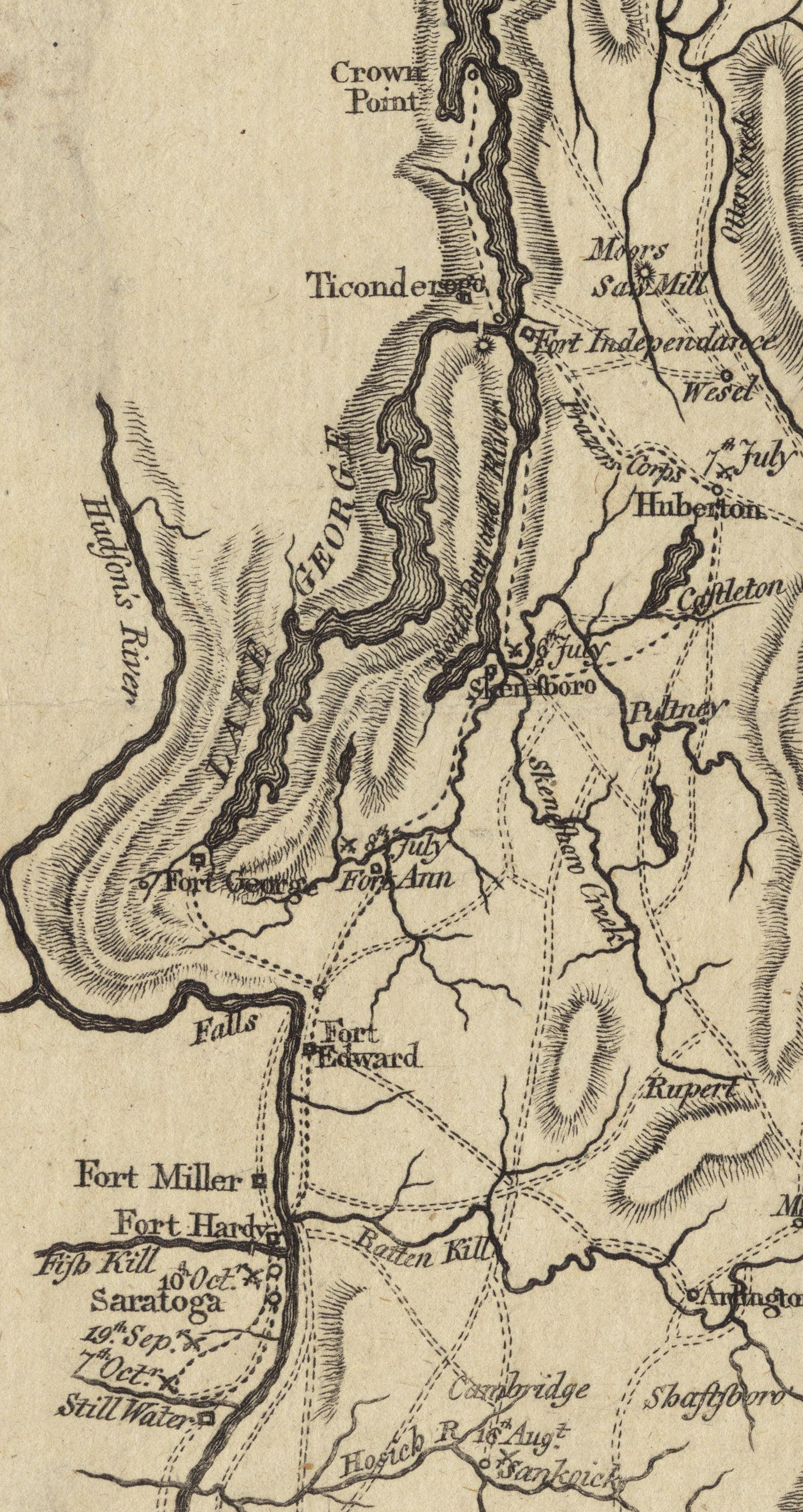
Dettaglio di una mappa del 1780

Il 1º luglio, il generale St. Clair non conosceva ancora la totale forza dell'esercito di Burgoyne, a soli sei chilometri e mezzo di distanza. Burgoyne aveva dispiegato le unità d'avanguardia e la colonna destra di Fraser sulla sponda destra del lago, nella speranza di tagliar fuori le difese a Mount Hope. Riedesel e la colonna tedesca furono dispiegati sulla sponda est e avendo come obiettivo Mount Independence e la strada per Hubbardton. Burgoyne diede l'ordine di avanzare il 2 luglio.
La mattina del 2 luglio, St. Clair decise di ritirare gli uomini che occupavano le difese su Mount Hope, perché troppo esposte al nemico. Il distaccamento diede così fuoco alle difese e si ritirò sulla vecchia linea francese, usata per l'appunto dai francesi nella battaglia di Fort Carillon, poco prima che giungesse l'avanguardia di Burgoyne. Quel pomeriggio, una compagnia di soldati britannici e di nativi si avvicinarono alla linea francese e aprirono il fuoco, senza però causare grossi danni. St. Clair ordinò ai suoi uomini di non aprire il fuoco finché gli avversari non fossero sufficientemente vicini ma James Wilkinson sparò ad un soldato britannico che cadde a terra, causando la ritirata britannica. L'uomo caduto venne fatto prigioniero e si scoprì che non era stato ferito ma era un lealista il quale, ubriaco, non era più riuscito a stare in piedi. Da quell'uomo St. Clair venne a sapere quanto gli serviva sulle forze britanniche.
L'avanguardia di Fraser occupò Mount Hope il 3 luglio. Burgoyne ordinò che gli scout e i nativi andassero in ricognizione oltre la colonna tedesca, sul lato est del lago, spostando poi alcuni tedeschi dall'altro lato del bacino d'acqua. Alcuni accampamenti britannici furono posizionati così vicini alla linea americana che da quest'ultima partivano ogni tanto dei colpi d'arma da fuoco. Questo però non impedì ai britannici di allestire delle protezioni sui ponti tra Ticonderoga e il Lago George.
Gli ingegneri britannici scoprirono la posizione strategica di Pan di zucchero e si resero conto che la ritirata americana da Mount Hope apriva loro la strada al colle. A partire dal 2 luglio, cominciarono a costruire postazioni per i cannoni in cima all'altura, lavorando attentamente per evitare di farsi vedere dagli americani. Impiegarono diversi giorni per portare i cannoni in cima al colle ma, tuttavia, non vi era fretta poiché Burgoyne intendeva far scattare la trappola solo quando i tedeschi di Riedesel fossero stati in posizione per tagliare la ritirata dei difensori.

### La ritirata americana
Il 4 luglio, gli americani celebrarono sobriamente l'anniversario della dichiarazione d'indipendenza. Quella stessa notte i britannici persero l'elemento sorpresa quando un nativo americano accese un fuoco sulla collina Pan di zucchero, allertando così gli americani della loro presenza. La mattina del 5 luglio, St. Clair tenne un consiglio di guerra nel quale venne presa la decisione di ritirarsi. Siccome la loro posizione era esposta, ritardarono la partenza fino al tramonto, dopo di che i loro movimenti sarebbero stati celati dall'oscurità. In una conversazione con un suo quartiermastro, St. Clair osservò che lui poteva "salvare la sua reputazione e perdere l'esercito" tenendo il forte, oppure "salvare l'esercito e perdere la sua reputazione" se si ritirava, dando una chiara indicazione della reazione politica che si aspettava una volta presa una decisione.
Tutti i possibili armamenti, i feriti, il seguito di civili e i rifornimenti furono caricati a bordo di una flotta di più di duecento imbarcazioni sul lago di fronte a Skenesboro, accompagnati dal reggimento del colonnello Pierse Long. A causa di una carenza di barche, quattro feriti furono lasciati indietro, con i cannoni più grandi e una varietà di rifornimenti, dalle tende ai bovini. Il resto dell'esercito attraverso Mount Independence e si diresse lungo la strada per Hubbardton, la quale non era ancora stata raggiunta dalle forze di Riedesel. Una manciata di uomini furono lasciati sul ponte di barche con dei cannoni per aprire il fuoco sui britannici mentre tentavano di attraversarlo, ma essi erano ubriachi quando i britannici arrivarono l'indomani.
I britannici occuparono i forti senza sparare un singolo colpo mentre dei distaccamenti dalle truppe di Fraser e Riedesel iniziarono ad inseguire gli americani in ritirata lungo la strada per Hubbardton e mentre Burgoyne inviava alcune truppe verso Skenesboro.

## Le conseguenze
Almeno sette americani rimasero uccisi e undici furono feriti nelle schermaglie precedenti la ritirata americana. Le vittime britanniche non furono superiori e almeno cinque furono i morti.
Gli americani si spostarono rapidamente lungo la strada per Hubbardton e la maggior parte delle loro forze giunsero Castleton, dopo una marcia di 50 km, la sera del 6 luglio. L'inseguimento dei britannici portò alla battaglia di Hubbardton, quando si scontrarono con la retroguardia americana la mattina del 7 luglio. La battaglia permise alla maggior parte degli americani di ripiegare fino a Fort Edward, dove vi erano le truppe di Schuyler. Il piccolo gruppo di americani che era fuggito con le barche a Skenesboro dovettero scontrarsi con l'avanguardia di Burgoyne nella battaglia di Fort Anne e fu costretto ad abbandonare equipaggiamenti e molti malati e feriti dopo le schermaglie.
Il confronto a Ticonderoga non rallentò l'avanzata di Burgoyne ma egli fu costretto a lasciare una guarnigione di oltre novecento uomini in quell'area, attendendo inoltre fino all'11 luglio perché le sue forze, disperse dopo gli scontri, si raggruppassero a Skenesboro. I suoi uomini poi furono rallentati lungo la strada tra Skenesboro e Fort Edward dai tronchi che il generale Schuyler aveva fatto posizionare lungo la via e dai ponti distrutti, sempre dagli uomini di Schuyler, nelle aree paludose. La campagna di Burgoyne infine fallì e il generale fu costretto ad arrendersi dopo la battaglia di Saratoga. Il generale Gates riportò al governatore George Clinton il 20 novembre che Ticonderoga e Independence erano stati abbandonati e dati alle fiamme dai britannici in ritirata.

### Gli esiti politici

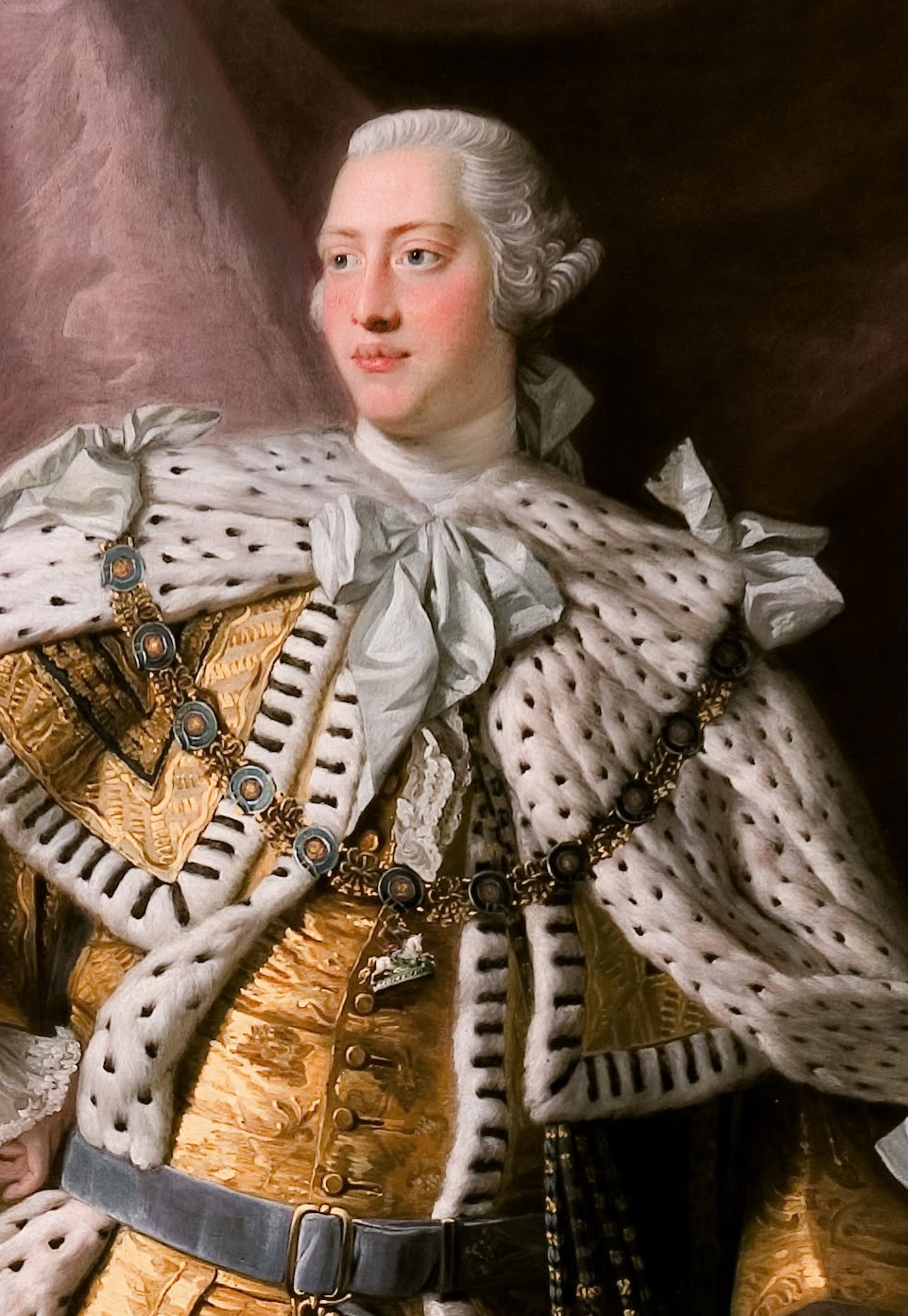
Giorgio III del Regno Unito, dettaglio del ritratto di Allan Ramsay

Gli effetti politici della ritirata americana furono significativi. Il Congresso venne interpellato e criticò sia Schuyler che St. Clair per la sconfitta. John Adams scrisse "penso che non saremo mai in grado di difendere una postazione finché spariamo a un generale" mentre Washington disse che questo fu "un evento di mortificazione e sorpresa, non compreso neppure con la bussola del mio ragionamento". Circolarono poi voci riguardo St. Clair e Schuyler secondo cui essi erano dei traditori, pagati in cambio della ritirata americana.
Schuyler venne infine rimosso dal suo comando e sostituito dal generale Gates. La caduta di Ticonderoga fu una delle motivazioni che portarono a questa decisione. St. Clair fu rimosso anch'egli dal suo incarico ed inviato al quartier generale per un'indagine. Egli affermò che la sua condotta era stata onorevole e chiese una valutazione da parte di una corte marziale che non ebbe luogo prima del settembre 1778, grazie al quale St. Clair fu completamente scagionato anche se non ricevette più un comando sul campo. Anche Schuyler fu scagionato in toto da una corte marziale.
I fatti avvenuti giunsero in Europa. Si ritiene che, alla notizia, re Giorgio III irruppe nelle camere regina esclamando "Li ho battuti! Ho battuto tutti gli americani!" Francesi e spagnoli furono meno felici di quanto accaduto poiché essi supportavano la causa americana, permettendo ai ribelli di usare i loro porti e commerciando con loro. La vittoria spinse i britannici a chiedere a Francia e Spagna di chiudere i loro porti agli americani. La richiesta fu però rigettata, alimentando la tensione tra le potenze europee.